# TV 2 Echo
TV 2 Echo er en dansk tv-station, som ejes af TV 2 Danmark. 
Stationen gik i luften den 27. marts 2023, hvor Echo der hidtil havde været en TV 2-platform på sociale medier og tv-kanalen TV 2 Zulu blev samlet under navnet TV 2 Echo, da TV 2 Danmark ønskede at styrke relationen til de 20-30-årige. Kanalen TV 2 Zulu skiftede på samme tidspunkt navn til TV 2 Echo. Samme år annoncerede TV 2 at stationens årlige prisuddeling, Zulu Awards, fortsat ville blive uddelt, men ville skifte navn til EchoPrisen.